# Otto Bache
Otto Bache (Roskilde, 21 augustus 1839 - Kopenhagen, 28 juni 1927) was een Deens schilder.

## Leven en werk
Bache was een zoon van Niels Bache en Emilie Kirstine Winther. Hij werd al op zijn tiende toegelaten aan de Koninklijke Deense Kunstacademie, waar hij vanaf 1854 studeerde onder Wilhelm Marstrand. In 1866 kreeg hij een beurs van de Academie, die hem in staat stelde naar Parijs en Italië te gaan. Zijn tijd in Parijs had grote invloed op zijn werk, hij toonde nadien meer vrijheid, meer kleur, sterker licht en een bredere scope in zijn werk. Aanvankelijk was Bache vooral portretschilder, hij maakte geleidelijk aan meer genrestukken en historiestukken, waarbij de nadruk lag op gebeurtenissen uit de Deense geschiedenis.
Bache was driemaal directeur van de Academie in Kopenhagen (1890-1892, 1896-1899 en 1905-1906). Hij overleed in 1927 op 87-jarige leeftijd.

## Schilderijen

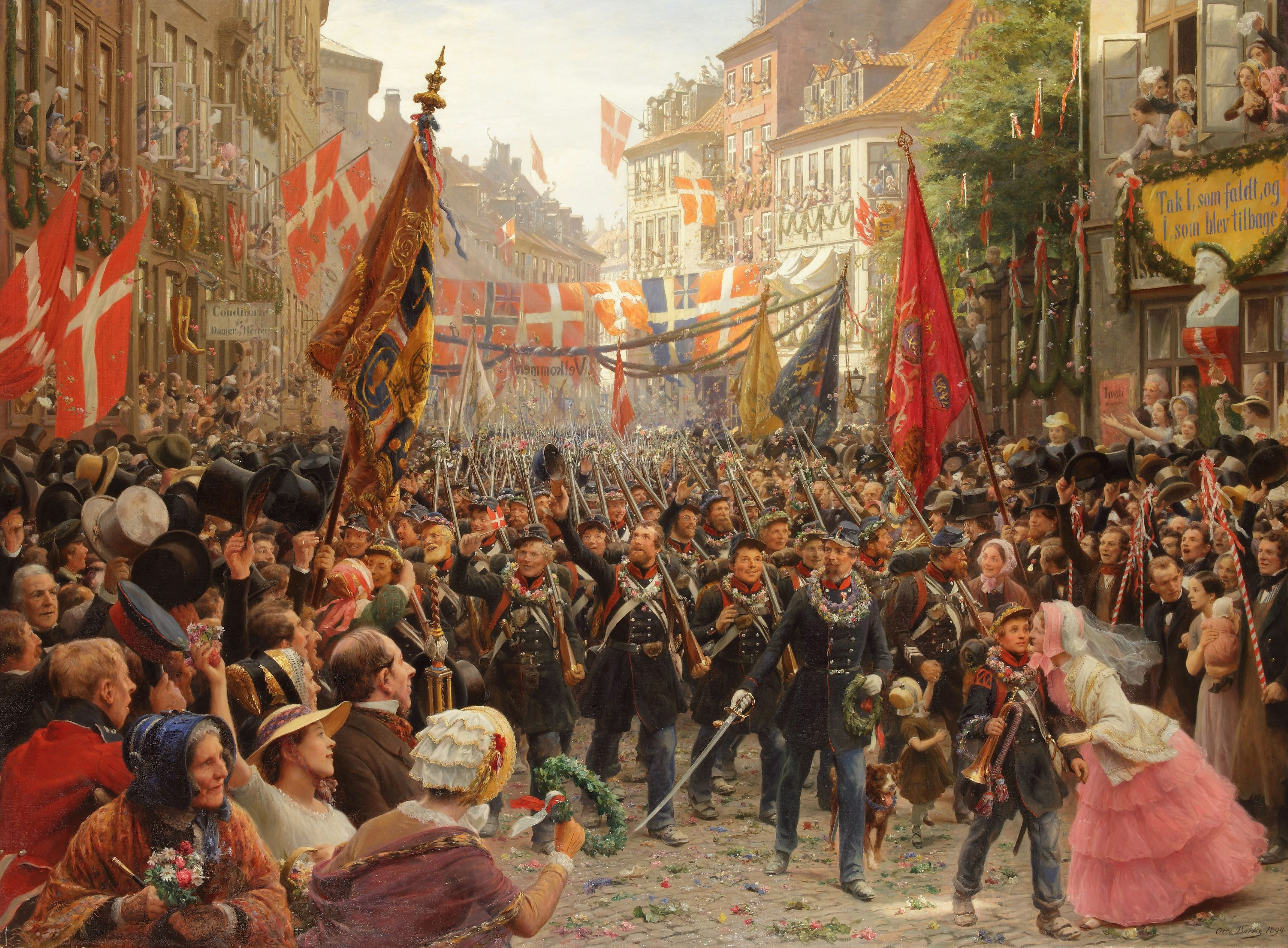
Thuiskomst van de troepen
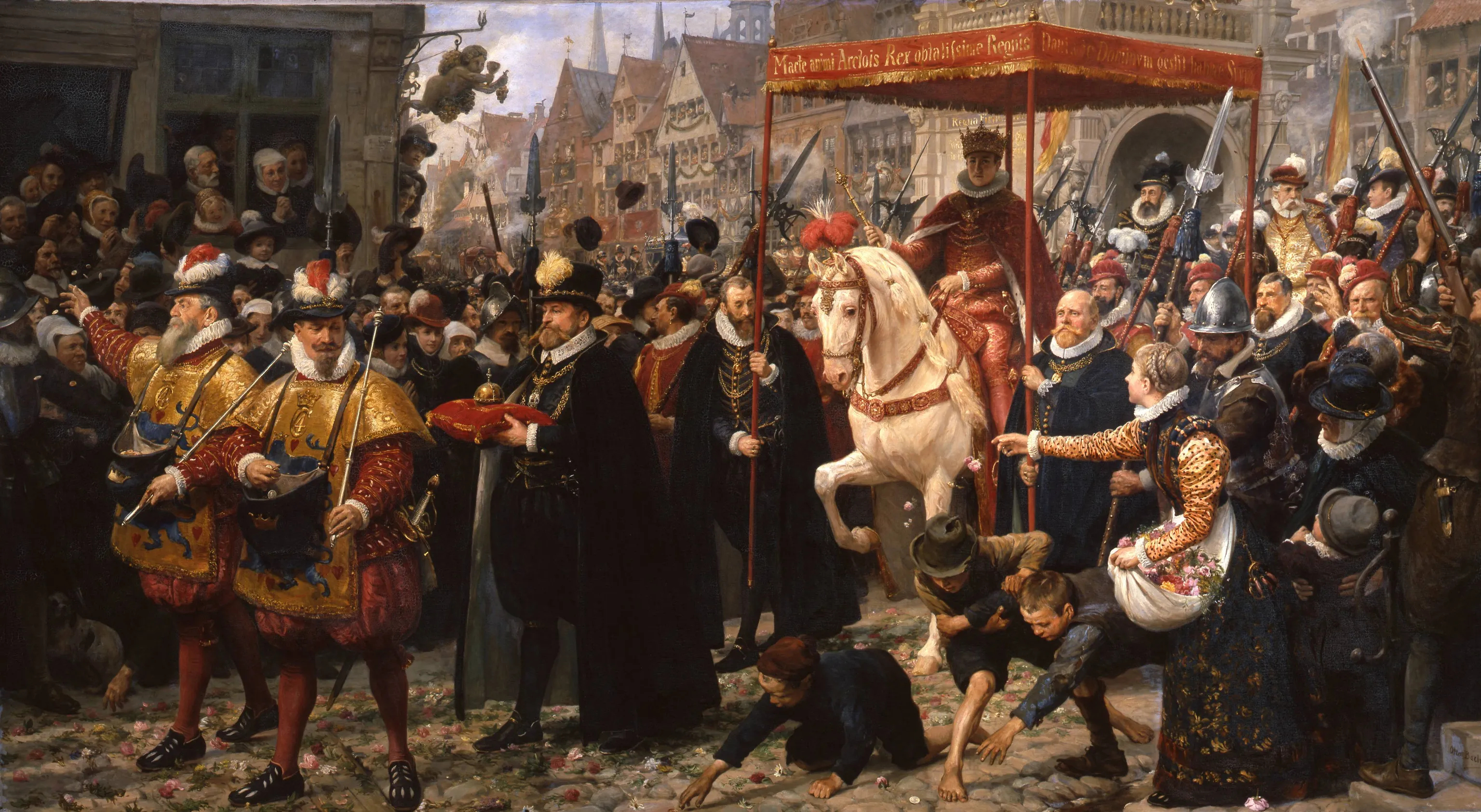
Kroning van Christiaan IV van Denemarken
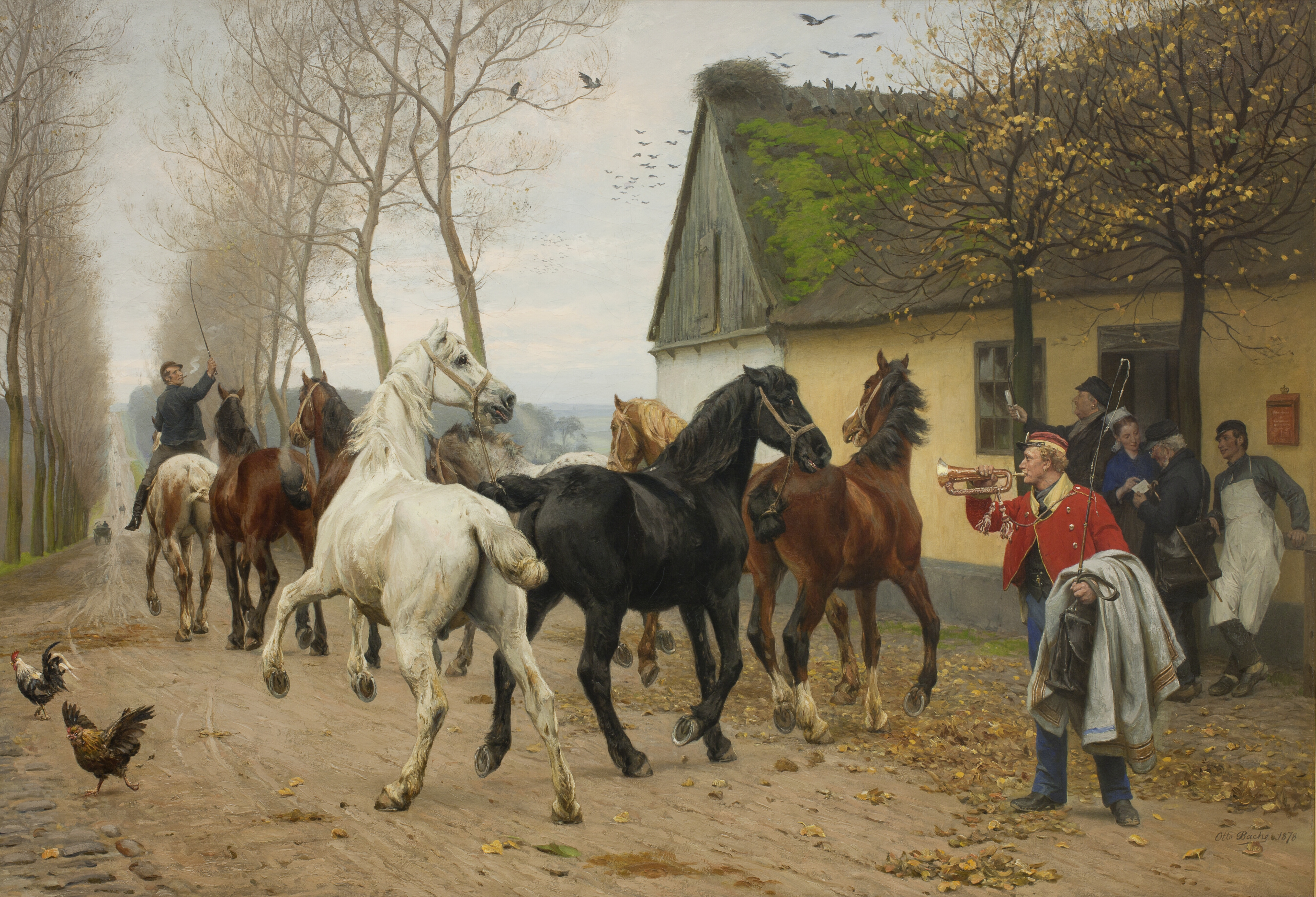
Paarden bij de herberg